# Liste der diplomatischen Vertretungen in Fidschi

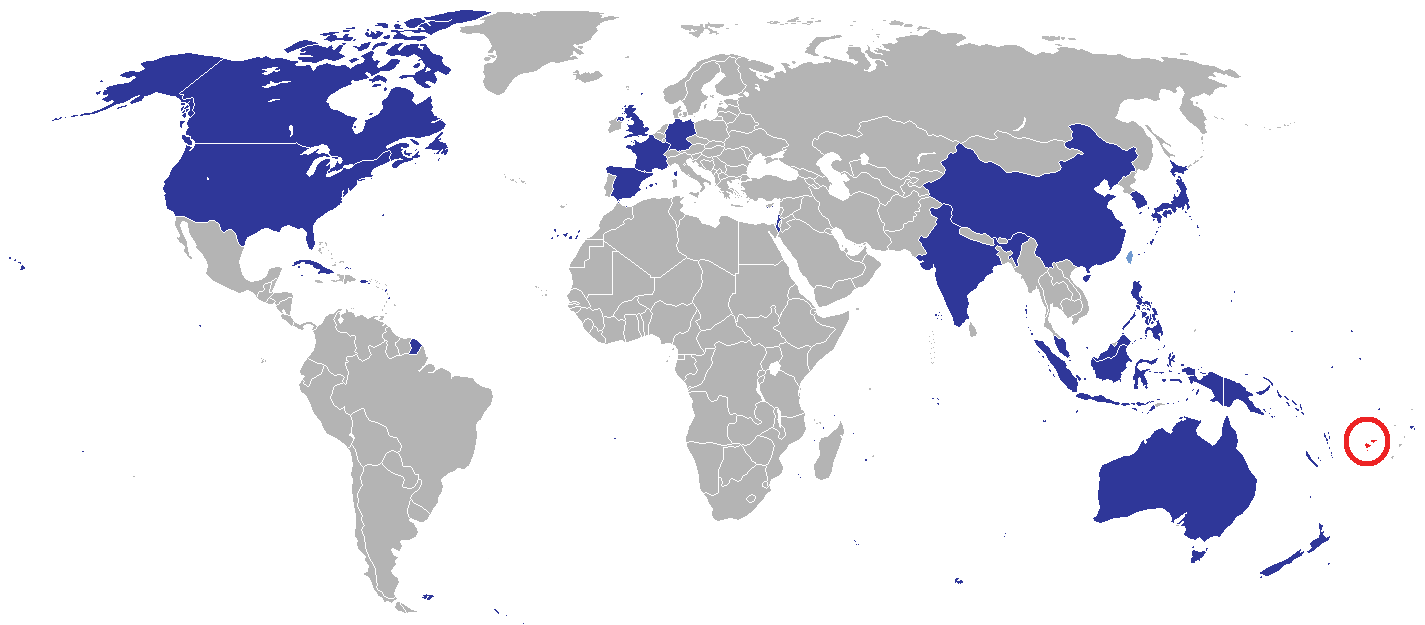
Staaten mit einer Botschaft in Fidschi (Stand 2022)

Die Liste der diplomatischen Vertretungen in Fidschi führt Botschaften und Konsulate auf, die im ozeanischen Staat Fidschi eingerichtet sind (Stand 2023).

## Botschaften in Suva
24 Botschaften sind in der fidschianischen Hauptstadt Suva eingerichtet (Stand 2023).

### Staaten
| - Australien: von einem Hochkommissar geleitete Vertretung - Volksrepublik China: Botschaft - Deutschland: Botschaft - Frankreich: Botschaft - Indien: von einem Hochkommissar geleitete Vertretung - Indonesien: Botschaft - Japan: Botschaft - Kiribati: von einem Hochkommissar geleitete Vertretung - Kuba: Botschaft - Malaysia: von einem Hochkommissar geleitete Vertretung - Marshallinseln: Botschaft - Föderierte Staaten von Mikronesien: Botschaft | - Nauru: von einem Hochkommissar geleitete Vertretung - Neuseeland: von einem Hochkommissar geleitete Vertretung - Papua-Neuguinea: Botschaft - Salomonen: von einem Hochkommissar geleitete Vertretung - Samoa: von einem Hochkommissar geleitete Vertretung - Südafrika: von einem Hochkommissar geleitete Vertretung - Südkorea: Botschaft - Spanien: Botschaft - Tuvalu: von einem Hochkommissar geleitete Vertretung - Vanuatu: von einem Hochkommissar geleitete Vertretung - Vereinigtes Königreich: von einem Hochkommissar geleitete Vertretung - Vereinigte Staaten: Botschaft |